# Lost Highway Records
Lost Highway Records — американский лейбл звукозаписи, принадлежащий Universal Music Group. Основан председателем Mercury Records Люком Льюисом в 2000 году. Лейбл расположен в Нашвилле, штат Теннеси, и стилизован, в первую очередь, на музыку в стиле классического кантри. Однако работали со студией и представители иной разновидности музыки (альтернативный рок, альтернативный кантри) — Morrissey и Райан Адамс.
Мы прилагали все усилия, чтобы добиться нечто другого, чем просто «мейнстримная кантри-музыка из Нашвилла».Оригинальный текст (англ.)We were doing our best to have something other than mainstream country work out of Nashville.
Люк Льюис, 2001-й год.
Имя лейбла взято из творчества известного кантри- и блюз-исполнителя Хэнка Уильямса, а именно за основу была взята́ его песня «Lost Highway». На сегодняшний день студия принадлежит подразделению UMG — The Island Def Jam Music Group.
Наиболее известные личности и группы, работавшие с лейблом: Райан Адамс, Elvis Costello, Eagles, Van Morrison, Morrissey, Willie Nelson.

## Список исполнителей
| - Райан Адамс - Райан Бингхэм - Hayes Carll - Elvis Costello - Eagles - Bernard Fanning - Johnny Flynn - Donavon Frankenreiter - Mary Gauthier - Jayhawks - Fionn Regan - Lyle Lovett | - Shelby Lynne - Tift Merritt - Van Morrison - Morrissey - Willie Nelson - Night Train to Nashville - Tim O'Reagan - Black Joe Lewis & the Honeybears - Kim Richey - Golden Smog - Whiskeytown - Lucinda Williams - Шепард, Эштон |